# Peter von Allmen
Pour les articles homonymes, voir Von Allmen.
Peter von Allmen est un fondeur suisse, né le 21 janvier 1978. Il est spécialiste du sprint.

## Biographie
Il débute en Coupe du monde en décembre 1999. Il obtient son premier top 10 trois ans plus tard en terminant neuvième du sprint de Linz.
En mars 2007, il atteint la finale du sprint classique de Stockholm, pour signer son meilleur résultat en Coupe du monde avec une cinquième place.
Son meilleur résultat aux Championnats du monde est une 16e au sprint en 2003.
Aux Jeux olympiques d'hiver de 2010, il échoue en qualification du sprint avec le 43e temps.
Quatre fois champion de Suisse durant sa carrière, il prend sa retraite sportive après les Jeux de Vancouver.